# Božena Marečková
Božena Marečková, též Božena Marečková-Krejstová (* 25. července 1922), byla česká a československá politička Komunistické strany Československa a poúnorová poslankyně Národního shromáždění ČSR, Národního shromáždění ČSSR a Sněmovny lidu Federálního shromáždění. Během pražského jara v roce 1968 představovala konzervativní protireformní křídlo KSČ a stala se aktérkou kontroverze, v níž část veřejnosti požadovala její rezignaci na veřejné funkce. Po invazi vojsk Varšavské smlouvy do Československa se ale do politiky vrátila.

## Biografie

### Veřejné aktivity před rokem 1968
Po druhé světové válce zastávala řadu veřejných funkcí na MNV i ONV (zde byla místopředsedkyní). Byla členkou předsednictva Okresního výboru KSČ ve Svitavách a členkou celozávodního výboru KSČ. Pracovala v n. p. Vlněna v Brněnci, kde byla členkou brigády socialistické práce. K roku 1954 se profesně uvádí jako 2. náměstkyně předsedy ONV.
Ve volbách roku 1954 byla zvolena za KSČ do Národního shromáždění ve volebním obvodu Svitavy. Mandát obhájila ve volbách v roce 1960 (nyní již jako poslankyně Národního shromáždění ČSSR za Východočeský kraj) a ve volbách v roce 1964. V Národním shromáždění zasedala až do konce jeho funkčního období, tedy do roku 1968. 11. sjezd KSČ ji zvolil kandidátkou Ústředního výboru Komunistické strany Československa.

### Aféra Boženy Marečkové v roce 1968
18. července 1968 vystoupila na rozšířeném zasedání Okresního výboru KSČ ve Svitavách. Následovala takzvaná „aféra poslankyně Boženy Marečkové“. Marečková totiž v diskuzi k obsahu dopisu pěti zemí Varšavské smlouvy (stupňující se výhrůžky vůči politickému vývoji v ČSSR) a následné odpovědi, kterou na dopis dal ÚV KSČ, obhajovala éru Antonína Novotného a měla na schůzi mimo jiné odsoudit manifest Dva tisíce slov. Její vystoupení zveřejnil regionální list Nové Svitavsko (jisté formulace otištěné v článku ovšem prý neodpovídaly skutečnému zápisu ze schůze OV KSČ). Článek každopádně vyvolal kritickou reakci části veřejnosti.
Proti výrokům poslankyně protestovala řada pracovních kolektivů, například závodní výbor ROH n. p. Vigona Svitavy nebo zástupci podniku TOS Svitavy či Městský výbor ČSS ve Svitavách. Následoval článek nazvaný „Adresováno poslankyni“, který podepsalo 562 zaměstnanců podniku Technolen Svitavy, v němž byla Božena Marečková vyzvána k rezignaci na poslanecký mandát. Výzvu k rezignaci vydal i předseda okresního výboru klubu K231 ve Svitavách František Chlup. O kauze psala i celostátní média (Literární listy). Poslankyně reagovala nabídkou složení mandátu, což OV KSČ vzal na vědomí. Současně se objevily i názory, že Marečková je příkladem cílené kampaně vedené proti některým funkcionářům. Došlo i k fyzickému napadení jednoho ze zastánců Marečkové. Celá kauza pak nabrala odlišný vývoj po invazi vojsk Varšavské smlouvy do Československa a poslankyně se vrátila do parlamentu.

### Veřejné aktivity po roce 1968
Po federalizaci Československa usedla roku 1969 za KSČ do Sněmovny lidu Federálního shromáždění (volební obvod Polička). V parlamentu zasedala do konce funkčního období, tedy do voleb v roce 1971. Roku 1966 bydlela v obci Bělá nad Svitavou. K roku 1968 se profesně uvádí jako dělnice.
Oceněna byla vyznamenáním Za zásluhy o výstavbu a v roce 1978 obdržela Řád práce „za dlouholetou obětavou politickou a veřejnou činnost při výstavbě socialismu“. Pracovala jako textilní dělnice v národním podniku Vlněna Brněnec, odkud roku 1978 odešla do důchodu.